# Antonín Ullersdorf
Antonín Ullersdorf (?–1709), v soudobých pramenech někdy zapisovaný jako Ullerstorf nebo Ullersdorff, byl františkán působící v českých zemích, klášterní představený a adept na katolické misie na Blízkém východě.
V klášterních pramenech je uváděn jako první kvardián františkánského kláštera v Hostinném.[zdroj?] Řídil tedy zřejmě druhý, od roku 1674 probíhající a tentokráte úspěšný pokus o usídlení františkánů ve městě a spolu s výstavbou kláštera. Provinční kapitula františkánů slavená v srpnu 1685 ve Znojmě jej ustanovila klášterním vikářem v Jindřichově Hradci. V této funkci setrval jeden rok.
Ještě nějaký čas zřejmě bratr Antonín pobýval v českých zemích a poté byl poslán do Říma na přípravná studia pro misionáře, která františkáni organizovali ve své koleji San Pietro in Monte Aureo (Montorio). Ullersdorfův pobyt v římské koleji je doložen k roku 1690, kdy si zde pro svou zřejmě studijní potřebu opsal italsko-latinsko-arabsko-turecký slovník Vocabularium quatuor linguarum videlicet Italicae, Latinae, Arabicae et Turcicae. „Po úvodních listech obsahuje rukopis 640 stran slovníku s arabskými a tureckými lemmaty psanými vlevo naproti italským a latinským ekvivalentům. Nechybí ani nástin arabské a turecké gramatiky.“ Podobné slovníky orientálních jazyků si jako pomůcky pro komunikaci s místními obyvateli vytvářeli i další františkánští misionáři z české provincie - Dominik z Nysy, Martin Lang nebo Remedius Prutký, chyběla v nich však turečtina.
Přes tento přípravný studijní pobyt, není o bratru Antonínovi známo, že by kdy pobýval na samotných misiích. Jako možná příčina se na první pohled jeví jisté pomatení mysli, které jej údajně postihlo. Podle jednoho z řádových nekrologií bratr Antonín, kulantně řečeno, „přijal podivuhodné fantazírování“, z něhož se však vyléčil – slovy pramene: „před smrtí skrze shora získanou milost k sobě se navrátil“. Nicméně posléze, ještě v letech 1696 až 1697 byl jmenován kvardiánem olomouckého kláštera u sv. Bernardina. Zemřel 3. dubna 1709 v Praze.